# 哈奇森效應
哈奇森效應（英語：Hutchison Effect），又名「H效应」或「零重力效应」，是陰謀論的一系列偽科學現象，相傳於1979年由加拿大业余物理爱好者約翰·哈奇森所發現，透過操縱電磁場可以得到反重力的現象，或者會令兩種不相關的物質（例如：金屬與木頭，人與機器）融合在一起。這些現象是哈奇森自稱在嘗試複製尼古拉·特斯拉的電力實驗所出現的現象。

## 簡介
哈奇森是加拿大的一名业余物理爱好者，他喜欢鼓吹一些奇怪的科学实验。哈奇森称，在1979年的一次实验中，在他摆满各种实验仪器的屋子出现种种奇妙现象，放在地上的一根大铁棒飞了起来，在空中悬浮一秒后“掉到地上。哈奇森不斷重复他的实验，稱其後又發生驚人的现象，例如，物体持续飘浮；木头、塑料、泡沫塑料、铜、锌会在空中盘旋，来回穿梭，形成旋涡并且不断昇高；有些物体甚至会以惊人的速度自動抛撞击人。哈奇森称之为因触发零点能而产生的“哈奇森效应”。
然而哈奇森無法說明相關原理，也無法在受檢測環境下呈現他的實驗成果，也沒有科學家能複製現象，現多被科學界當成偽科學或詐騙的笑談。

## 參閱
- 魔鬼三角
- 可燃冰
- 費城實驗
- 特斯拉線圈

## 外部連結
- YouTube上的哈奇森效應Hutchison、零點能、反重力
- Nikola Tesla y el efecto Huckinson （页面存档备份，存于）